# Agaete
Agaete è un comune spagnolo di 5 767 abitanti situato nell'isola di Gran Canaria, facente parte delle Canarie. Un simbolo del comune è il Dedo de Dios (o Roque Partido), formazione rocciosa dall'aspetto di un dito umano che si innalza davanti alla costa. La parte superiore del Dedo de Dios è stata distrutta dalla tormenta tropicale Delta nel 2005.